# Ioan Pricu
Ioan Pricu (n. 2 februarie 1875, Brașov – d. 5 aprilie 1949, Brașov) a fost un deputat în Marea Adunare Națională de la Alba Iulia, organismul legislativ reprezentativ al „tuturor românilor din Transilvania, Banat și Țara Ungurească”, cel care a adoptat hotărârea privind Unirea Transilvaniei cu România, la 1 decembrie 1918.:p. 142

## Biografie
S-a născut la 2 februarie 1875, la Brașov. A urmat cursurile Institutului Superior de Comerț din Anvers, Belgia și ale Institutului pentru pregătirea profesorilor din școlile superioare de comerț din Budapesta. A fost profesor de contabilitate la Școala superioară comercială română din Brașov, iar după 1918 a fost directorul acesteia. A publicat și o lucrare, intitulată Date din trecutului comerțului brașoveanîn 1931, la Brașov. A decedat în 5 aprilie 1949 în localitatea natală.:p. 142

## Activitatea politică

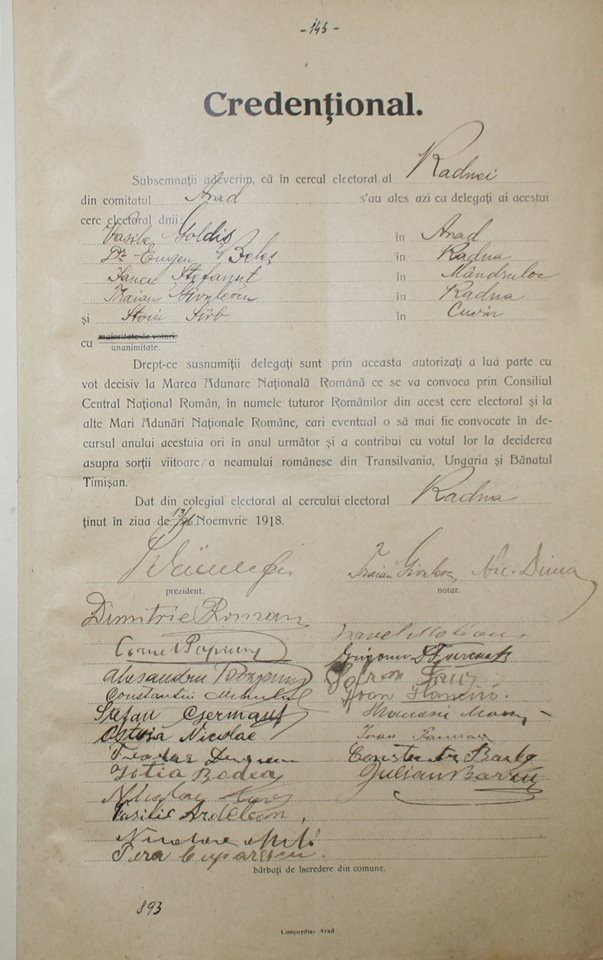
Credențional

A participat la Marea Adunare Națională de la Alba Iulia din 1 decembrie 1918 ca delegat al „Școlii române superioare de comerț” din Brașov.:p. 142